# Arthur Harris
Arthur Travers Harris (ur. 13 kwietnia 1892, zm. 5 kwietnia 1984) – brytyjski marszałek Royal Air Force, propagator i realizator strategii nalotów dywanowych na III Rzeszę, w latach 1942–1945 dowódca alianckiej floty bombowców w Europie. Przez prasę nazywany Bomber Harris (Bombowiec Harris), a w RAF Butcher Harris (Rzeźnik Harris).

## Dzieciństwo i młodość
Harris urodził się w 1892 w Cheltenham w Anglii, gdzie jego rodzice przebywali podczas urlopu ojca pełniącego służbę w administracji kolonialnej w Indiach Brytyjskich. Ukończył Allhallows College w hrabstwie Devon. Ponieważ słabo się uczył, rodzice postawili mu wybór: „wojsko albo kolonie”. Wybrał służbę kolonialną i w 1908 wyjechał do Rodezji w Afryce Południowej. Przez następne lata utrzymywał się zarabiając na „wydobyciu złota, prowadzeniu dyliżansów i prac rolniczych”.

## Kariera wojskowa
Gdy w 1914 wybuchła I wojna światowa Harris zaciągnął się do British Army. Został dołączony jako trębacz do pułku piechoty 1 Rhodesia Regiment. Służył w Afryce Południowej i w Niemieckiej Afryce Południowo-Zachodniej. W 1915 powrócił do Anglii i wstąpił do Royal Flying Corps. Po przejściu szkolenia, od 1917 walczył jako pilot na froncie zachodnim we Francji. Latał samolotami myśliwskimi Sopwith 1½ Strutter i Sopwith Camel. Zestrzelił pięć samolotów wroga. W 1918 został dowódcą 45 Eskadry Royal Air Force. Pod koniec wojny otrzymał awans na majora i przeniesienie do kraju. Objął dowództwo nad 44 Eskadrą, która specjalizowała się w taktyce nocnych myśliwców.

### Okres międzywojenny
Po wojnie Harris zdecydował się pozostać w lotnictwie. W kwietniu 1920 objął dowództwo bazy sił powietrznych RAF Digby w Scopwick, w której utworzono szkołę lotniczą. Następnie pełnił różne zadania w Indiach Brytyjskich i Mezopotamii. Podczas walk ze zbuntowanymi plemionami w Chajber Pachtunchwa, Harris przeprowadził pierwsze bombardowanie. W Mezopotamii dowodził eskadrą dwupłatowych samolotów transportowych Vickers Vernon. Podjął on udaną próbę przystosowania tych samolotów do pełnienia zadań bombowych. „Mamy wycięty otwór w nosie, przygotowałem własne stojaki bombowe i uczyniłem z tych maszyn najcięższe i najlepsze bombowce”. Harris przyczynił się także do rozwoju bomb z opóźnionym zapłonem, które zostały użyte podczas walk z plemionami arabskimi w Mezopotamii. Wyraził on wówczas swoją opinię, że „jedyną rzeczą jaką rozumieją Arabowie, jest ciężka ręka”.
W 1924 Harris powrócił do Anglii i objął dowództwo nad 58 Eskadrą - pierwszą powojenną eskadrą ciężkich samolotów bombowych. Opracował on system prowadzenia nocnych lotów szkoleniowych, dzięki czemu piloci trenowali nocne operacje. W latach 1927–1929 ukończył wyższą szkołę oficerów sztabowych Staff College w Camberley. W owym czasie akademia była zdominowana przez oficerów kawalerii, piechoty i marynarki, z którymi Harris nie potrafił znaleźć zrozumienia. Po ukończeniu uczelni, objął dowództwo nad eskadrą łodzi latających, w której rozwijał techniki nocnego latania. W latach 1934–1937 był Zastępcą Dyrektora Planowania w Ministerstwie Lotnictwa. W 1937 wyraził opinię o arabskim powstaniu w Palestynie (1936–1939), że „jedna 250 funtowa lub 500 funtowa bomba zrzucona na każdą wieś rozwiązałaby problem powstania”. W latach 1937–1938 dowodził 4 Grupą Lotniczą, a następnie w latach 1938–1939 dowodził brytyjskimi siłami powietrznymi w Mandacie Palestyny i Emiracie Transjordanii.

### II wojna światowa
Po wybuchu II wojny światowej, we wrześniu 1939 Harris powrócił do Anglii i objął dowództwo nad bombową 5 Grupą RAF. W listopadzie 1940 został Zastępcą Szefa Sztabu RAF, a następnie w 1941 otrzymał awans na generała lotnictwa (Air Marshal). W lutym 1942 objął dowództwo nad RAF Bomber Command. W owym czasie brytyjskie siły powietrzne dysponowały średnimi bombowcami Handley Page Hampden, Vickers Wellington i Armstrong Whitworth Whitley, oraz lekkimi bombowcami Fairey Battle. Ich liczba była jednak niewystarczająca, a załogi nie posiadały wystarczającego doświadczenia i umiejętności, aby było możliwe podjęcie ofensywy bombardowań III Rzeszy. Brytyjskie samoloty bombowe nie były w stanie samodzielnie pokonać długiego dystansu do Niemiec, podejść nad silnie bronione cele, precyzyjnie zrzucić bomby i wrócić na macierzyste lotniska. Harris natychmiast przystąpił do opracowywania nowych strategii, które oparł na doświadczeniach niemieckich bombardowań z hiszpańskiej wojny domowej i początku II wojny światowej. Doszedł on do przekonania, że bardzo dużą skuteczność odniesie strategia nalotów dywanowych przeprowadzanych przez duże formacje samolotów bombowych jednocześnie atakujących wybrane cele. Do nowej strategii opracowano nowe metody szkoleń załóg samolotów. Jednocześnie wymieniono awaryjne silniki ciężkich bombowców Short Stirling, oraz wprowadzono do służby Handley Page Halifax i Avro Lancaster, a później lekki bombowiec De Havilland Mosquito. Zmodernizowano także maszyny Bristol Blenheim i Bristol Beaufort. W 1942 brytyjski rząd zaakceptował rozpoczęcie kampanii strategicznych bombardowań niemieckich miast. Celem nalotów miały stać się główne ośrodki przemysłowe. Bombardowania miały obejmować cały rejon strategicznych zakładów przemysłowych, włączając w to węzły komunikacyjne i tereny mieszkaniowe. Uznano, że w ten sposób zostanie osłabiona niemiecka zdolność produkcyjna. W ten sposób dywanowe naloty stały się elementem totalnej wojny prowadzonej przeciwko hitlerowskim Niemcom. Pierwszym brytyjskim nalotem dywanowym był nalot na Lubekę przeprowadzony 28 marca 1942.

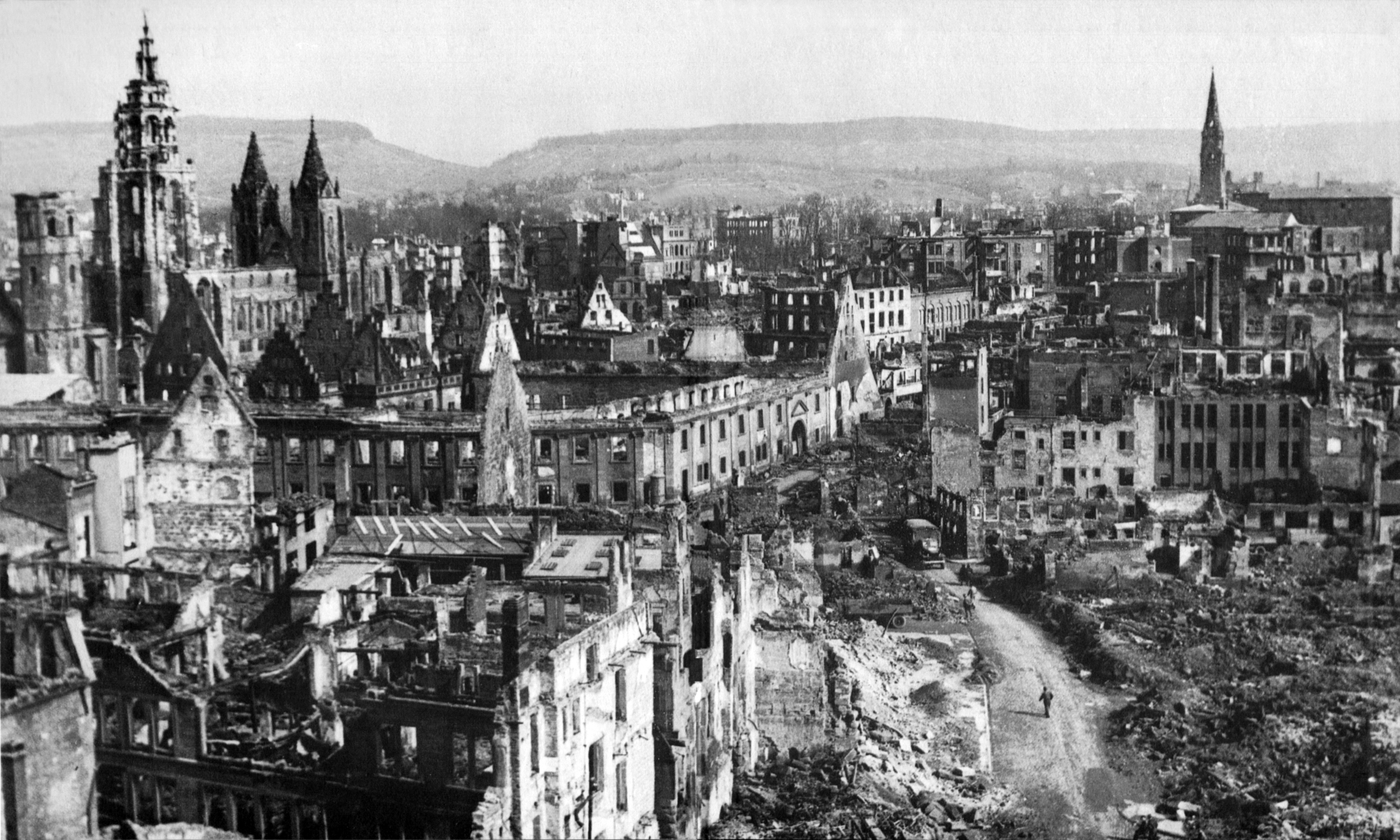
Heilbronn, 1945

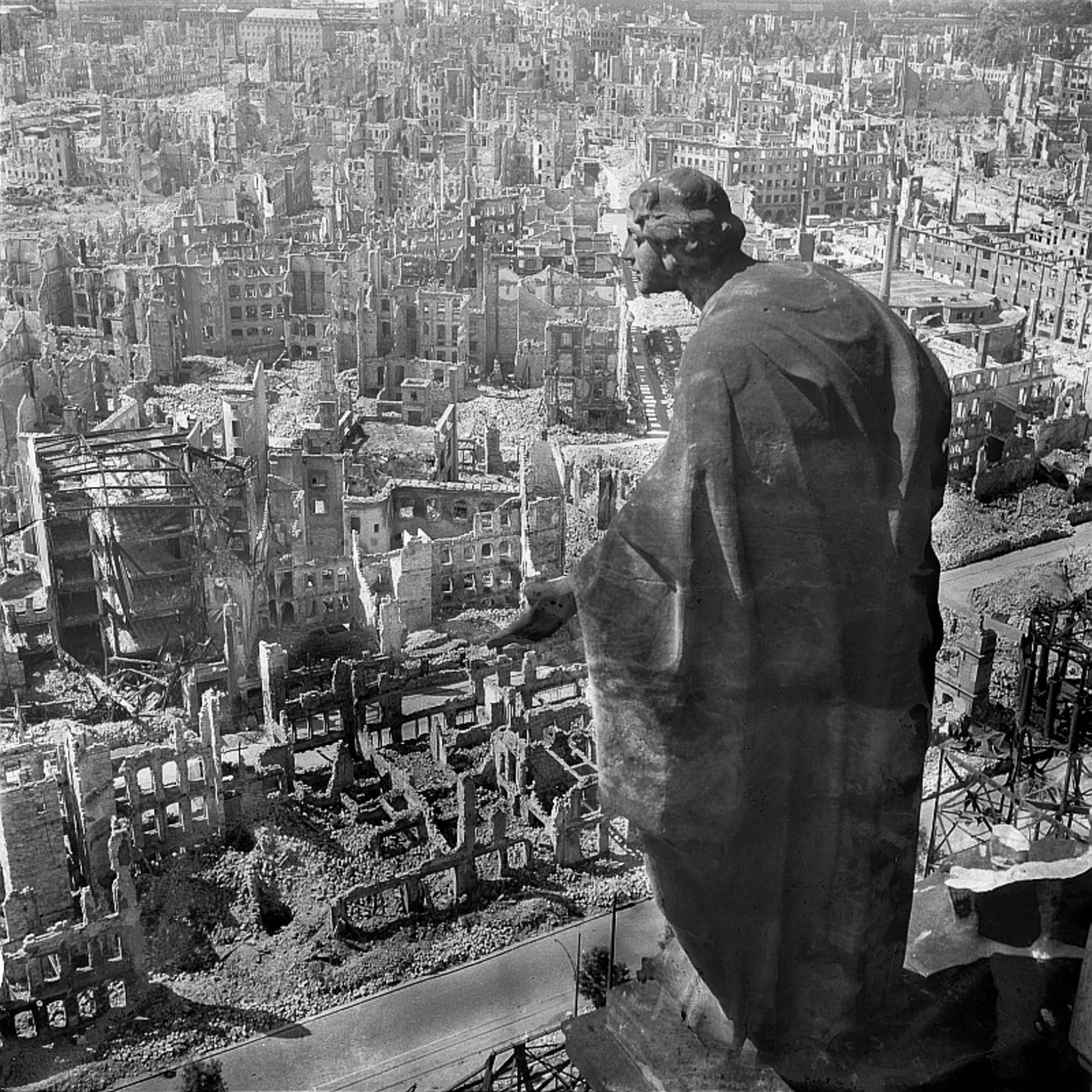
Drezno, 1945

Początkowo efekty bombardowań były ograniczone z powodu niewielkiej liczby użytych samolotów oraz braku odpowiedniego sprzętu nawigacyjnego. Wraz z dostawami nowych samolotów, Harris zwiększył liczbę maszyn używanych w jednej operacji do tysiąca bombowców. W nocy z 30 na 31 maja 1942 doszło do pierwszego „rajdu tysiąca bombowców” na miasto Kolonia (operacja Millennium). Po raz pierwszy użyto wówczas dużych formacji bombowców, co było taktyczną innowacją mającą na celu utrudnienie działań niemieckim myśliwcom. W kolejnych miesiącach taktykę nalotów dywanowych doskonalono, rozwijając przy tym współpracę z United States Air Force. Latem 1943 przeprowadzono operację Gomora przeciwko aglomeracji miejskiej Hamburga. Wysoki poziom strat wśród ludności cywilnej powodował, że premier Winston Churchill z coraz większym niesmakiem odnosił się do tych działań. Jednak Harris przy wielu okazjach zapewniał, że strategiczne bombardowania zmuszą Niemców do kapitulacji w ciągu kilku miesięcy. Podkreślał, że podczas atakowania konkretnych celów przemysłowych i gospodarczych, straty mienia cywilnego i ofiary cywili są nieuniknione, choć niezamierzone. W październiku 1943 powiedział, że „celem ofensywy kombinowanych bombardowań... jednoznacznie powinno być zniszczenie niemieckich miast, zabijanie niemieckich robotników, i zakłócenie cywilizowanego życia na terenie Niemiec... niszczenie domów, obiektów użyteczności publicznej, transportu i życia, stworzenie problemu uchodźców na niespotykaną dotąd skalę, rozbicie morale i porażenie strachem przed przedłużającymi się intensywnymi bombardowaniami. Takimi są akceptowalne cele naszej polityki bombardowań. Nie są to efekty uboczne bombardowań fabryk”.
W listopadzie 1943 dowództwo bombowe rozpoczęło bitwę powietrzną o Berlin, która trwała do marca 1944. Harris usiłował powtórzyć zwycięstwo z Hamburga, jednak obrona przeciwlotnicza Berlina okazała się o wiele silniejsza. Zadano ciężkie straty, utracono 1047 bombowców, a 1682 maszyny zostały uszkodzone. 30 marca 1944 katastrofą zakończył się nalot na Norymbergę, gdy z 795 samolotów stracono 94, a 71 wróciło uszkodzonych. Wraz z rozpoczęciem w czerwcu 1944 operacji Overlord, Harris otrzymał rozkaz skoncentrowania bombardowań na francuskiej sieci kolejowej. Protestował przeciwko temu rozkazowi, ponieważ uważał, że najważniejszym celem jest wywieranie ciągłej presji bombardowań na niemiecki przemysł zbrojeniowy. Pomimo to, musiał wykonać rozkazy. We wrześniu 1944 Harris otrzymał nową dyrektywę w celu zapewnienia kontynuacji szerokich bombardowań strategicznych, przy jednoczesnym wsparciu bombowym sił lądowych nacierających na froncie zachodnim. Najbardziej kontrowersyjnym było bombardowanie Drezna z dnia 13 lutego 1945. Ostatni nalot na Berlin odbył się w nocy z 21 na 22 kwietnia 1945. Straty ludności Niemiec w wyniku nalotów dywanowych, których zwolennikiem i pomysłodawcą był Arthur Harris, jak podaje brytyjski historyk Ian Kershaw były ogromne.

Powojenne szacunki aliantów podawały, że jedna trzecia ludności Niemiec ucierpiała bezpośrednio wskutek bombardowań, około 14 milionów ludzi straciło majątek, ponad 20 milionów zostało na jakiś czas pozbawionych elektryczności, gazu lub wody, 5 milionów musiało się ewakuować. Zniszczeniu uległa jedna czwarta mieszkań. Zginęło około 305 tysięcy osób. (United States Strategic Bombing Survey, t.4, New York/London 1976, s. 7-10.

### Lata powojenne
Po wojnie, w brytyjskim rządzie panowało duże zaniepokojenie informacjami o wielkości ofiar cywilnych dywanowych nalotów na niemieckie miasta. Pomimo to, Harris został awansowany na marszałka Royal Air Force (Marshal of the Royal Air Force). Po wyborach wygranych przez labourzystów, Harris został pominięty w liście rządu Attleego o zasługach wojennych. Wobec protestów przeciwko masowym ofiarom bombardowań dywanowych odmówiono mu ustanowienia specjalnego medalu dla uczczenia kampanii bombowej. W 1946 odszedł na emeryturę.

## Późniejsze lata
W 1948 Harris wyjechał do Południowej Afryki. Po powrocie Churchilla do władzy w 1951, Harris odmówił przyjęcia tytułu lorda, jednak po swym powrocie do Anglii, w 1953 przyjął tytuł baroneta. Zmarł w 1984 w Henley-on-Thames.
W 1992, osiem lat po śmierci Harrisa, wystawiono mu pomnik w centralnym Londynie odsłonięty przez królową Elżbietę II.

## Awanse

### British Army
- podporucznik (Second Lieutenant) – 6.11.1915
- porucznik (Lieutenant) – 1.07.1917
- kapitan (Captain)
- major (Major) – 1.01.1918

### Royal Air Force
- kapitan (Flight Lieutenant) – 1.04.1918
- major (Squadron Leader) – 1.08.1919
- podpułkownik (Wing Commander) – 1.07.1927
- pułkownik (Group Captain) – 1.07.1933
- generał brygady (Air Commodore) – 1.07.1937
- generał dywizji (Air Vice-Marshal) – 1.07.1939
- generał (Air Marshal) – 1.01.1944
- marszałek lotnictwa (Air Chief Marshal) – 1.01.1946
- marszałek Royal Air Force (Marshal of the Royal Air Force) – 1946

## Odznaczenia
| - Air Force Cross (1918) - 1914–15 Star - British War Medal - Victory Medal 1914–18 - General Service Medal - Oficer Orderu Imperium Brytyjskiego (1927) - Mentioned in Despatches (1939, 1941) - Krzyż Komandorski Orderu Łaźni (1940) - Krzyż Komandorski z Gwiazdą Orderu Łaźni (1942) - Order Suworowa I klasy (ZSRR, 1944) - Krzyż Wielki Orderu Odrodzenia Polski (Polska, 1945) | - Chief Commander Legii Zasług (USA, 1945) - Krzyż Wielki Orderu Łaźni (1945) - Krzyż Wielki Orderu Krzyża Południa (Brazylia, 1945) - Wielki Oficer Legii Honorowej (Francja, 1945) - Krzyż Wojenny z palmą (Francja, 1945) - 1939–1945 Star - Air Crew Europe Star z klamrą - War Medal 1939–1945 z okuciem Mentioned in Despatches - King George V Silver Jubilee Medal - Air Force Distinguished Sernice Medal (USA) - King George VI Coronation Medal |